# 450297 Csakanybela
450297 Csakanybela este o planetă minoră (asteroid) din centura de asteroizi. A fost descoperită pe 8 august 2004 la Piszkéstetői Obszervatórium⁠(d) de Krisztián Sárneczky⁠(d) și a fost numită după Csákány Béla⁠(d). 
Obiectul prezintă o orbită caracterizată de o semiaxă mare de 2,3142057344745 UAi, o excentricitate de 0,16877197847561, o înclinație de 5,6347770038807 ° în raport cu ecliptica.